# 那里坡曹氏祠堂
那里坡曹氏祠堂，位于中国广东省湛江市廉江市青平镇那里坡村，为湛江市廉江市的一个市级文物保护单位，类型为古建筑，公布时间为1994年4月17日。
那里坡曹氏祠堂的历史年代为清代。